# The Lizards
The Lizards és una banda de punk rock de Barcelona que fa música en anglès, formada com a trio de dones el 2007 per Carla Santacreu, que toca la guitarra, el 2015 es van incorporar Judith Jordan al baix i Edgar Beltri a la bateria.

## Discografia
- Stalking the Prey (Kaiowas Records, 2011)
- Road To Anywhere (Adrenaline Fix, 2015)
- Inside Your Head (Adrenaline Fix/Beast Records, 2019)
- Fake reality (Adrenaline Fix, 2022)